# Marija Wjatscheslawowna Netjossowa
Marija Wjatscheslawowna Netjossowa (russisch Мария Вячеславовна Нетёсова; * 26. Mai 1983 in Jekaterinburg) ist eine russische Rhythmische Sportgymnastin und Olympiasiegerin.
Netjossowa startete für Dynamo Jekaterinburg. Bei den Olympischen Spielen 2000 in Sydney gewann sie im Alter von 17 Jahren gemeinsam mit Irina Belowa, Irina Silber, Wera Schimanskaja, Natalja Lawrowa und Jelena Schalamowa die Goldmedaille im Teamwettbewerb.